# Doctor Portuondo
Doctor Portuondo es una serie de televisión española de 2021, dirigida por Carlo Padial, autor de la novela homónima con tintes autobiográficos, en la que está basada. Es la primera original producida por la plataforma española Filmin. 

## Sinopsis
Sartre, Freud, psicoanálisis... éstos son los ejes principales de la narración que aparecen en los créditos iniciales de esta ficción de seis episodios de 30 minutos.  
El protagonista, Carlo, es un joven que empieza a ir al psicólogo (Dr. Portuondo) para trabajar sus preocupaciones y traumas personales. Le habla de sus fobias, también del sexo, la violencia, la filosofía y la espiritualidad, temas que le preocupan, y que los creadores tratan con comicidad. 

## Reparto
- Jorge Perugorría : Doctor Portuondo
- Nacho Sánchez: Carlo
- Berto Romero: Dani Tomás
- David Pareja: Ismael
- Liliana Cabal : secretaria
- Elisabet Casanovas: Abigail
- Olivia Delcán : Estela
- Arturo Valls: Paciente zoofilico
- Limoo: Esteban
- Judit Martin: Lola
- Carlos Gras : enfermo

## Episodios
- 1º: Si tu hijo tiene problemas para concentrarse y se distrae fácilmente a lo mejor yo soy tu hijo.
- 2º: Confía en ti. Lo único que te impide conseguir tus sueños son más de 15 años en malas condiciones.
- 3º: El ataque de ansiedad está durando diez años más de lo previsto.
- 4º: Cuando la bestia ruge, la razón tiembla.
- 5º: Dí la verdad. Luego come doritos a oscuras en un parking.
- 6º: La vida es esto: tú y yo, aquí y ahora.

## Estreno
El 30 de septiembre de 2021, se estrenó la serie en marco del Festival Iberseries Platino Industria, los Cines Callao de Madrid, con presencia del creador y el reparto principal. Y  21 de octubre, el Serielizados Fest Barcelona ofreció un maratón de los seis episodios. Fue el 29 de octubre cuando se estrenó para los abonados de Filmin.  